# Tętnice międzypłatowe
Tętnice międzypłatowe (łac. arteriae interlobares) – w anatomii człowieka tętnice, które powstają jako gałęzie końcowe tętnicy nerkowej, biegną do przodu i tyłu od miedniczki nerkowej i w liczbie 4 do 5 wchodzą w słupy nerkowe pomiędzy piramidy nerkowe. Na wysokości podstawy piramidy taka tętnica zakręca i biegnie wzdłuż jej podstawy jako tętnica łukowata (łac. arteria arcuata lub arteria arciformis), od której odchodzą promienisto przez korę nerki tętnice międzyzrazikowe (łac. arteriae interlobulares), które biegną w granicach zrazików. 
Od tętnic międzyzrazikowych odchodzą naczynia doprowadzające (łac. vasa afferentia lub arteriolae glomeruli afferentes), prowadzące krew do kłębuszków nerkowych, gdzie tworzą sieć dziwną, kłębuszki opuszczają natomiast naczynia odprowadzające (łac. vasa efferentia lub arteriolae glomeluri efferentes), te zaś dzielą się na naczynia włosowate zaopatrujące promienie rdzeniowe i korę nerki. Ta sieć naczynek otrzymuje również krew z tętniczek Ludwiga odchodzących bezpośrednio od tętnic międzyzrazikowych bądź z naczyń doprowadzających przed ich wejściem do ciał nerkowych. 
Rdzeń piramid zaopatrywana jest przez tętniczki proste, wśród których rozróżnia się: odchodzące od tętnic łukowatych i międzyzrazikowych tętniczki proste prawdziwe (łac. arteriolae rectae verae) oraz odchodzące z naczyń odprowadzających tętnice proste rzekome (łac. arteriolae rectae spuriae) – jest ich znacznie więcej od tętniczek prostych prawdziwych. Od tętnic międzyzrazikowych odchodzą również gałęzie torebkowe (łac. rami capsulares) tworzące wraz z tętniczkami z torebki tłuszczowej sieć naczyniową torebki włóknistej.